# Michael Steele (baskytaristka)
Michael Steele narozená jako Susan Thomas (* 2. června 1955 Pasadena, Kalifornie) je bývalá americká hudebnice známá především jako baskytaristka skupiny The Bangles. Byla zakladatelkou skupiny The Runaways (pod jménem Micki Steele), kterou však v roce 1975, krátce před debutem této skupiny, opustila.
V roce 1983 se Steele připojila jako člen ke kapele The Bangles, kde nahradila původní baskytaristku Annette Zilinskas. S The Bangles zůstala po celou jejich kariéru, kde působila také jako zpěvačka a skladatelka, až do rozpuštění kapely v roce 1989. V roce 2003 se znovu připojila ke kapele na albu s názvem Doll Revolution a koncertovala s nimi až do následujícího roku.

## Diskografie

### Alba
| Rok vydání | Skupina      | Název              |
| ---------- | ------------ | ------------------ |
| 1976       | The Runaways | Born to Be Bad     |
| 1984       | The Bangles  | All Over the Place |
| 1986       | The Bangles  | Different Light    |
| 1988       | The Bangles  | Everything         |
| 1990       | The Bangles  | Greatest Hits      |
| 2003       | The Bangles  | Doll Revolution    |